# Cefetamet
Cefetamet (łac. cefetametum) – organiczny związek chemiczny, antybiotyk beta-laktamowy z grupy cefalosporyn III generacji, wykazuje działanie bakteriobójcze. Lek uniemożliwia bakteriom syntezę ściany komórkowej powodując ich rozpad.

## Farmakokinetyka
Biologiczny okres półtrwania leku wynosi 2,2–2,5 godziny. W 20–22% wiąże się z białkami osocza. Cefetamet nie jest metabolizowany. Wydalanie następuje przez nerki.

## Wskazania
- zakażenia układu oddechowego
- zapalenie ucha środkowego
- zakażenia układu moczowego
- rzeżączka
- infekcje skóry i tkanek miękkich

## Przeciwwskazania
- nadwrażliwość na antybiotyki cefalosporynowe lub penicyliny
- zaburzenia czynności wątroby lub nerek
- choroby przewodu pokarmowego

## Działania niepożądane
- ból brzucha
- uczucie pełności
- nudności
- wymioty
- biegunka
- ból głowy
- skórne objawy alergiczne
- zmiany składu krwi

## Preparaty
- Tarcevis

## Dawkowanie
Doustnie. Dawkę i częstotliwość stosowania ustala lekarz. Zwykle dorośli 0,5 g dwa razy na dobę, w ciężkich zakażeniach do 2 g.